# Ibbedu, Belur
Ibbedu là một làng thuộc tehsil Belur, huyện Hassan, bang Karnataka, Ấn Độ.